# イライジャ・ホリフィールド
イライジャ・エサイアス・ホリフィールド（Elijah Esaias Holyfield, 1997年11月30日 - ）は、アメリカ合衆国ジョージア州カレッジパーク出身のプロレスラー、元プロアメリカンフットボール選手（ランニングバック）。父は元プロボクサーのイベンダー・ホリフィールド。

## 経歴

### アメリカンフットボール選手時代

#### ハイスクール
高校4年目のシーズンに1,069ラン獲得ヤード、21のラッシングTDを記録。
主要サイトから4つ星評価を受け、ジョージア大学へ進学した。

#### カレッジ
1年目の2016年シーズンは5試合に出場した。
2017年シーズンは293ラン獲得ヤード、2つのラッシングTDを記録した。
2018年シーズンはディアンドレ・スウィフトと共にラン攻撃の中心として活躍。1,018ラン獲得ヤード、7つのラッシングTDを記録した。シーズン終了後、2019年のNFLドラフトにアーリーエントリーした。

#### カロライナ・パンサーズ
| 5 ft 10+3⁄8 in (179 cm)     | 217 lb (98 kg) | 30+3⁄8 in (77 cm) | 9 in (23 cm) | 4.78 s | 1.64 s | 2.79 s | 29.5 in (75 cm) | 9 ft 10 in (3.00 m) | 26 回 |
| All values from NFL Combine |                |                   |              |        |        |        |                 |                     |       |

2019年のNFLドラフトでは指名がなく、ドラフト後の2019年4月29日にカロライナ・パンサーズと契約した。9月1日に解雇され、プラクティス・スクワッドに登録された。

#### フィラデルフィア・イーグルス
2019年12月31日にフィラデルフィア・イーグルスと契約した。
2020年シーズン開幕前の2020年9月3日に解雇され、プラクティス・スクワッドに登録された。その後、第11週のクリーブランド・ブラウンズ戦を前にアクティブ・ロースターに昇格。この試合にスペシャルチームの一員として出場してNFLデビューを果たしたが、試合後に再びプラクティス・スクワッドへ送られた。
2021年8月29日に解雇された。

#### シンシナティ・ベンガルズ
2021年10月12日にシンシナティ・ベンガルズと契約し、プラクティス・スクワッドに登録された。
2022年シーズン開幕前の2022年7月28日、チーム練習が始まる前に膝を痛め、負傷者リストに登録された。

### プロレス転向
2024年11月、WWEと契約し、プロレスラーを目指しトレーニングを行っていることが明らかになった。